# UPV Maristas Valencia
El UPV Maristas Valencia fue un equipo español de fútbol sala de Valencia fundado en 2003 y fusionado en 2013 con el otro equipo de la ciudad, el CD Dominicos, en un convenio patrocinado por el Levante UD formando el actual Levante UD DM. En su última temporada con esta denominación el equipo militó en la Segunda División de la LNFS quedando en 13.ª posición. El equipo era una sección de la Universidad Politécnica de Valencia y cuya cantera era el CD Maristas Valencia, la cual ha pasado a formar parte junto con la de Dominicos a ser las dos escuelas de las que dispone el nuevo Levante UD DM.

## Palmarés
- División de Plata 2011/2012
- Primera Nacional "A" 2005/2006
- Primera Nacional "B" 2004/2005
- Primera Provincial 2003/2004